# Rupea
Rupea (ehem. Cohalm; deutsch Reps, siebenbürgisch-sächsisch Räpess, ungarisch Kőhalom) ist eine Stadt im Kreis Brașov in der Region Siebenbürgen in Rumänien.
Der Ort ist auch unter den deutschen Bezeichnungen Rupes und Kuhalm in Altland und der siebenbürgisch-sächsischen Bezeichnung Räppes bekannt.

## Geographische Lage

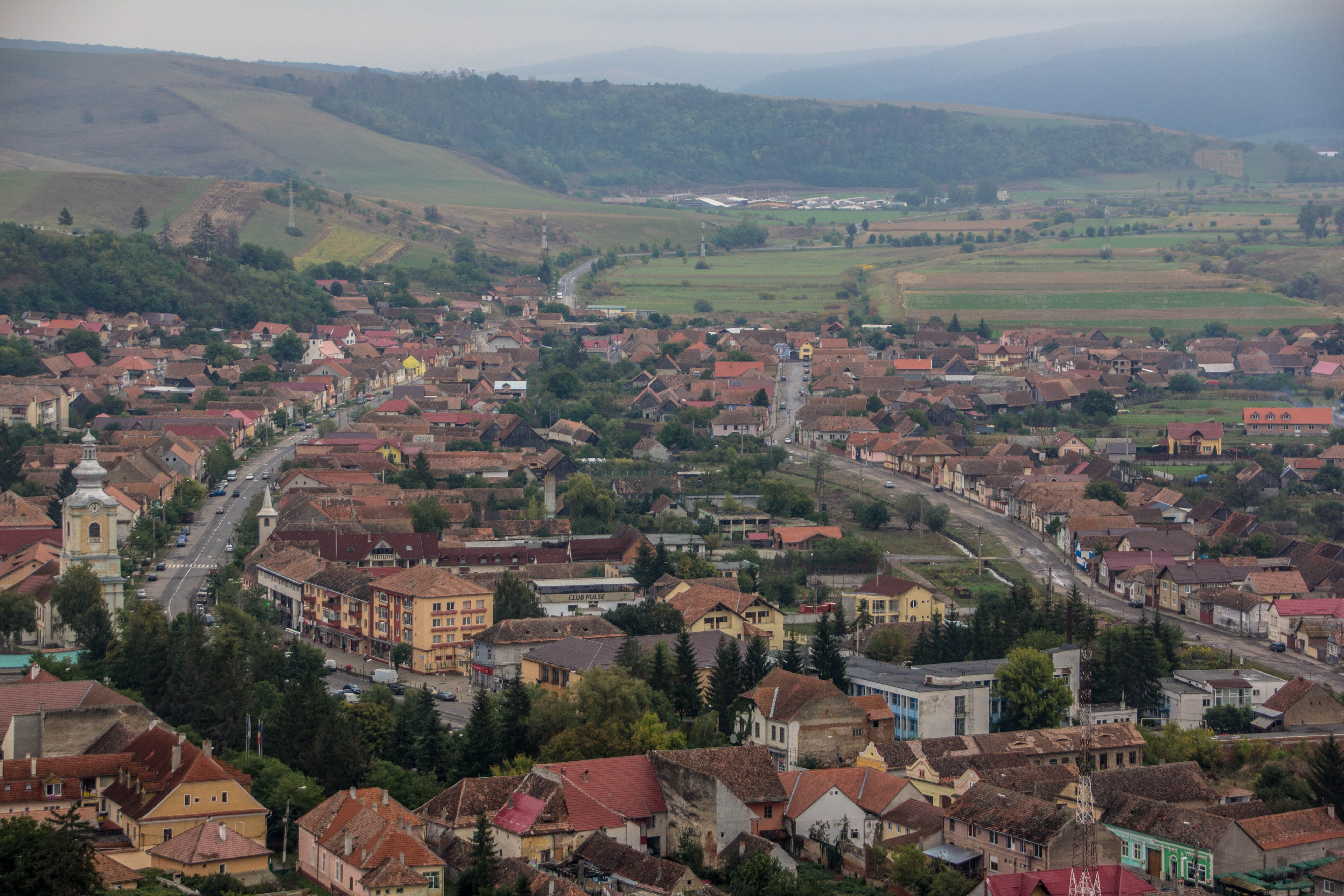
Blick auf Rupea

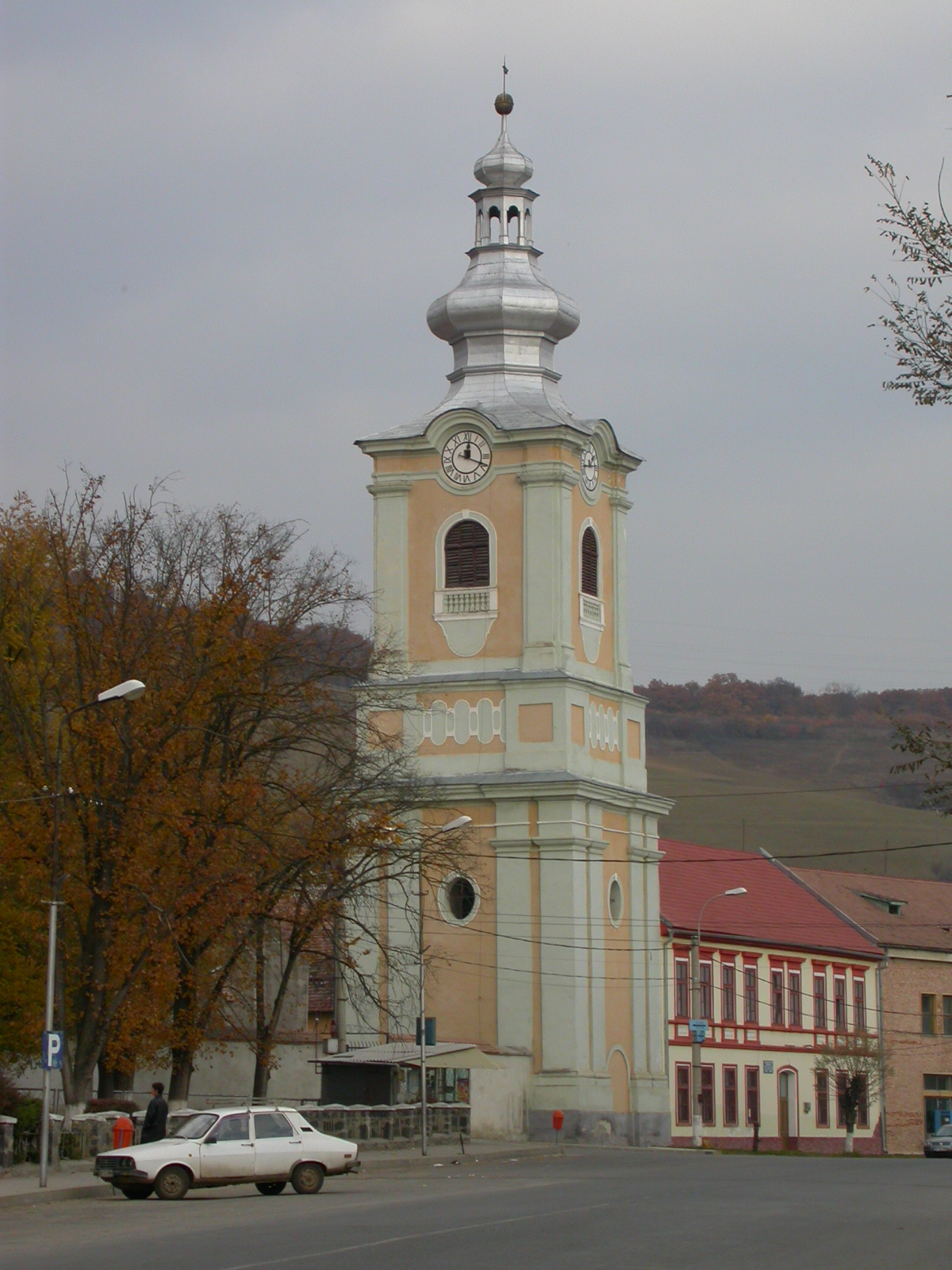
Evangelische Kirche und Glockenturm

Rupea liegt im historischen Altland am Valea Mare (Kosder-Bach) – einem rechten Zufluss des Homorod – und an der Europastraße E60, die hier in der Region Sighișoara (Schäßburg) mit Brașov (Kronstadt) verbindet. Die Siedlung liegt am Fuße der gleichnamigen Burg. Der Bahnhof von Rupea befindet sich etwa sieben Kilometer außerhalb in der Siedlung Rupea Gară (Repser Bahnhof). Zur Kleinstadt Rupea gehört das acht Kilometer nordwestlich gelegene Dorf Fișer (Schweischer).

## Geschichte
Reps wurde als Marktflecken im 12. Jahrhundert als neue Siedlung auf dem Königsboden von deutschen Kolonisten, den Siebenbürger Sachsen, gegründet und nach unterschiedlichen Angaben 1324 oder 1433 erstmals urkundlich erwähnt. Es war eine der Primärsiedlungen der Sieben Stühle und bis ins 19. Jahrhundert Vorort des Repser Stuhls.
Eine Besiedlung des Ortes, von den Einheimischen Pădurea lui Grigore (Grigoriwald) genannt, deutet nach archäologischen Funden bis ins 2. Jahrhundert der Römerzeit zurück.

## Wirtschaft
Die örtliche Wirtschaft wird von der Landwirtschaft geprägt. Daneben gibt es in Rupea je eine Fabrik zur Herstellung von Teppichen und Möbeln. In der näheren Umgebung finden sich Salzquellen, deren Wasser 126,2 mg/l Salze enthält.

## Einwohner
| 1850 | 3308 | 837  | 17   | 2084 | 370             |
| 1920 | 3500 | 1509 | 232  | 1743 | 16              |
| 1941 | 3680 | 1599 | 323  | 1595 | 163             |
| 1956 | 4691 | 2532 | 602  | 1385 | 172             |
| 1977 | 6640 | 3617 | 1502 | 1269 | 252             |
| 1992 | 6326 | 4331 | 1428 | 193  | 374             |
| 2002 | 5759 | 4063 | 1245 | 110  | 341             |
| 2011 | 5269 | 3591 | 975  | 82   | 648 (Roma 360)  |
| 2011 | 4907 | 3137 | 76   | 52   | 1642 (Roma 484) |

Seit der offiziellen Erhebung von 1850 wurde in Rupea die höchste Einwohnerzahl 1977 registriert. Die höchste Bevölkerungszahl der Rumänen wurde 1992, die der Magyaren 1977, die der Rumäniendeutschen 1850 und die der Roma (374) 1992 ermittelt. Des Weiteren wurden seit 1850 auch Ukrainer, Serben und Slowaken registriert.
Die evangelische Gemeinde der Siebenbürger Sachsen hatte am 31. Dezember 1995 86 Mitglieder; 2009 zählte diese noch 57 Mitglieder.

## Sehenswürdigkeiten
- Das bedeutendste Sakralgebäude der Stadt ist die evangelisch-lutherische Kirche von Reps. Sie wurde im 15. Jahrhundert als gotische Saalkirche errichtet und später mit einem barocken Glockenturm versehen. Heute wird sie von der stark geschrumpften evangelisch-deutschen Gemeinde und den lutherischen Ungarn gemeinsam genutzt. Sie steht unter Denkmalschutz.[6]
- Die Repser Burg, im 11. Jahrhundert errichtet, ist das Wahrzeichen der Stadt. Hoch über der Stadt auf dem Kohalmer Berg (578 m) ist sie als Ruine weithin zu sehen. Sie wurde im Jahr 1324 als castrum Kuholm zum ersten Mal erwähnt und war Sitz des Repser Königsrichters und der Stuhlobrigkeit, die von hier aus das Repser Ländchen, die östlichste Region des Königsbodens, verwaltet. 1421 wurde die Burg von den Türken zerstört, danach neu aufgebaut und auch gleichzeitig erweitert. Im 17. Jahrhundert wurden der dritte und vierte Burghof errichtet. 1790 zerstörte ein Unwetter die Wehrgänge und die Dächer, so dass diese verfielen. 1954 wurden einige Mauern restauriert[4] und heute stehen die Burgreste unter Denkmalschutz.[6]
- Des Weiteren stehen laut dem Verzeichnis historischer Denkmäler des Ministeriums für Kultur und nationales Erbe (Ministerul Culturii și Patrimoniului Național) auf dem Gebiet der Kleinstadt der Grigoriwald, das Blumenthal (Valea Florilor), in der Strada Cetății (Burggasse) die Anwesen zwischen dem evangelischen Friedhof und den Häuserblocks, und einige Anwesen in der Strada Republicii, beide Ende des 18. Anfang des 19. Jahrhunderts errichtet, unter Denkmalschutz.[6]
- Die Kirchenburg in der Gemarkung Fișer (Schweischer),  im 15. Jahrhundert außerhalb des Ortes errichtet und im 19. erneuert, steht unter Denkmalschutz.[6] Die Kirche hat einen Flügelaltar und eine kunstvolle Emporenmalerei.[10]

## Söhne und Töchter der Stadt
- Bartholomäus Baussner (1629–1682), evangelischer Bischof in Siebenbürgen von 1679 bis 1682[11]
- Árpád Tamásy von Fogaras (1861–1939), österreichisch-ungarischer Feldzeugmeister
- Richard Müller (1877–1930), Bauingenieur und Architekt
- Reinhold Melas (1900–1977), Jurist
- Wilhelm Georg Berger (1929–1993), Violinvirtuose, Musikwissenschaftler und Komponist
- Cristian Mandeal (* 1946), Dirigent
- Hellmut Seiler (* 1953), Lyriker, Übersetzer und Satiriker